# Slim Pickens
Slim Pickens   (Kingsburg, 29 de juny de 1919 - Modesto, 8 de desembre de 1983) nom artístic de Louis Bert Lindley JR. fou un actor i intèrpret de rodeo estatunidenc. Començant al rodeo, Pickens va començar a actuar i va aparèixer en desenes de pel·lícules i programes de televisió. Durant gran part de la seva carrera, Pickens va interpretar papers de vaquer. Va interpretar papers còmics a Dr. Strangelove, Blazing Saddles,1941, i el seu gir dolent a One-Eyed Jacks amb Marlon Brando.

## Biografia
Va començar la seva carrera a la ràdio el 1938, quan va fer la veu d'un cowboy cantant a la radionovel·la per a nens The Cinnamon bear. A poc a poc va anar intervenint al cinema com a especialista i doble de les estrelles, entrant al món de la interpretació el 1950 amb la pel·lícula Cercat de foc protagonitzada per Errol Flynn. A partir d'aquell moment, va participar en molts westerns i amb el temps en tota mena de pel·lícules.
Del 1950 al 1983 a més de treballar al cinema, també va participar en sèries de televisió com Bonanza, B.J. and the Bear, The Legend of Custer o Filthy Rich.
El seu paper més recordat és el del pilot Kong a la pel·lícula de KUbrick: Doctor Strangelove. Un altre paper pel qual és recordat és el del dolent de An Eye for an Eye (1966).
Des del 1982 Slim Pickens ocupa un lloc al Passeig de la Fama del National Cowboy and Western Heritage Museum d'Oklahoma.